# Berner Rundfahrt femminile 2009
Il Berner Rundfahrt femminile 2009, sedicesima edizione della corsa, valevole come quinta gara della Coppa del mondo di ciclismo su strada femminile 2009, fu disputata il 10 maggio 2009 su un percorso di 135,8 km e fu vinta dalla statunitense Kristin Armstrong, che concluse la gara in 3h30'19".

## Percorso
La gara consiste in quattro giri di un circuito di 33,95 km con partenza ed arrivo nel comune di Lyss, nel Canton Berna. Dalla partenza il percorso si snoda in direzione sud-est verso Seedorf e da qui si raggiunge il punto più alto del tracciato, i 725 m s.l.m. di Bergpreis, dove è posto il Gran Premio della Montagna. Tre chilometri e si attraversa il comune di Meikirch, da dove la corsa prima torna verso ovest passando per Innerberg, Frieswil (km 20) e da qui risale verso Lyss toccando Radelfingen, Aarberg e Kappelen a tre chilometri dal traguardo.

## Squadre e partecipanti
| N.      | Cod. | Squadra                        |
| ------- | ---- | ------------------------------ |
| 1-9     | FLX  | Team Flexpoint                 |
| 11-19   | TCW  | Team Columbia Women            |
| 21-29   | CWT  | Cervélo TestTeam Women         |
| 31-39   | DSB  | DSB Bank-LTO                   |
| 41-49   | NUR  | Equipe Nürnberger Versicherung |
| 51-59   | BCT  | Bigla Cycling Team             |
| 61-69   | MSI  | Selle Italia-Ghezzi            |
| 71-79   | GAU  | Gauss-RDZ-Ormu-Colnago         |
| 81-89   | RSC  | Red Sun Cycling Team           |
| 91-99   | SAF  | Safi-Pasta Zara-Titanedi       |
| 101-109 | VOR  | Vision 1 Racing                |
| 111-119 | LBL  | Lotto-Belisol Ladiesteam       |

| N.      | Cod. | Squadra                           |
| ------- | ---- | --------------------------------- |
| 121-129 | DGC  | Team CMax-Dilà                    |
| 131-139 | USC  | Chirio-Forno d'Asolo              |
| 141-149 | FEN  | Fenixs                            |
| 151-159 | MIC  | SC Michela Fanini-Record-Rox      |
| 161-169 | TOG  | Top Girls Fassa Bortolo-Raxy Line |
| 171-179 | DEU  | Germania                          |
| 181-189 | AUT  | Austria                           |
| 191-199 | CAN  | Canada                            |
| 201-209 | LUX  | Lussemburgo                       |
| 211-219 | FRA  | Francia                           |
| 221-229 | NLD  | Paesi Bassi                       |

## Ordine d'arrivo (Top 10)
| Pos. | Corridore            | Squadra       | Tempo    |
| ---- | -------------------- | ------------- | -------- |
| 1    | Kristin Armstrong    | Cervélo       | 3h30'19" |
| 2    | Marianne Vos         | DSB Bank-LTO  | s.t.     |
| 3    | Trixi Worrack        | Nürnberger    | a 47"    |
| 4    | Andrea Bosman        | Paesi Bassi   | s.t.     |
| 5    | Emma Johansson       | Red Sun       | s.t.     |
| 6    | Grace Verbeke        | Lotto-Belisol | s.t.     |
| 7    | Susanne Ljungskog    | Flexpoint     | s.t.     |
| 8    | Linda Villumsen      | Team Columbia | s.t.     |
| 9    | Elizabeth Armitstead | Lotto-Belisol | s.t.     |
| 10   | Nicole Cooke         | Vision 1      | a 0'21"  |

## Punteggi UCI
| Pos. | Corridore              | Squadra       | Punti |
| ---- | ---------------------- | ------------- | ----- |
| 1    | Kristin Armstrong      | Cervélo       | 75    |
| 2    | Marianne Vos           | DSB Bank-LTO  | 50    |
| 3    | Trixi Worrack          | Nürnberger    | 35    |
| 4    | Andrea Bosman          | Paesi Bassi   | 30    |
| 5    | Emma Johansson         | Red Sun       | 27    |
| 6    | Grace Verbeke          | Lotto-Belisol | 24    |
| 7    | Susanne Ljungskog      | Flexpoint     | 21    |
| 8    | Linda Villumsen        | Team Columbia | 18    |
| 9    | Elizabeth Armitstead   | Lotto-Belisol | 15    |
| 10   | Nicole Cooke           | Vision 1      | 11    |
| 11   | Regina Bruins          | Cervélo       | 10    |
| 12   | Svetlana Bubnekova     | Team Fenixs   | 9     |
| 13   | Julija Martisova       | Gauss-RDZ     | 8     |
| 14   | Loes Gunnewijk         | Flexpoint     | 7     |
| 15   | Eva Lutz               | Nürnberger    | 6     |
| 16   | Kimberly Anderson      | Team Columbia | 5     |
| 17   | Edwige Pitel           | Francia       | 4     |
| 18   | Claudia Häusler        | Cervélo       | 3     |
| 19   | Modesta Vžesniauskaitė | Bigla         | 2     |
| 20   | Jeannie Longo          | Francia       | 1     |

| Pos. | Squadra                        | Punti |
| ---- | ------------------------------ | ----- |
| 1    | Cervélo TestTeam Women         | 88    |
| 2    | DSB Bank-LTO                   | 50    |
| 3    | Equipe Nürnberger Versicherung | 41    |
| 4    | Lotto-Belisol Ladiesteam       | 39    |
| 5    | Nazionale olandese             | 30    |
| 6    | Team Flexpoint                 | 28    |
| 7    | Red Sun Cycling Team           | 27    |
| 8    | Team Columbia Women            | 23    |
| 9    | Vision 1 Racing                | 11    |
| 10   | Fenixs                         | 9     |
| 11   | Gauss-RDZ-Ormu-Colnago         | 8     |
| 12   | Nazionale francese             | 5     |
| 13   | Bigla Cycling Team             | 2     |